# チャーリーカンパニー
チャーリーカンパニーとは、ボーイズ・バラエティー協会所属のお笑いコンビである。1975年にコンビ結成。パークノース所属（デビュー当初は太田プロダクション）。略称「チャリカン」。
結成当初のメンバーはいずれも脱退し、コンビ名を継いで活動している。

## メンバー
高橋 テツ（たかはし テツ、1960年4月6日 - ）
東京都出身。本名・高橋哲。ボケ担当。嘗てジャズオーケストラ「豊岡豊とスウィング・フェイス」の一員、小池秀男とトロンボーンコメディ「幻楽団」として活動し、喜劇作家・演出家を経て、所属事務所「パークノース」代表の傍ら、2020年、てん脱退後に加入。
菊地 仁（きくち じん、1967年12月1日 - ）
埼玉県出身。ツッコミ担当。2010年、のぼるの後任として加入。てん脱退前までは「菊地じん」。俳優活動と芸人活動を並行しており、高橋演出の舞台にも俳優として出演していた。

## 旧メンバー
日高 のぼる（ひだか のぼる、1948年3月1日 - 2014年11月8日） 
北海道出身。本名・田名部正一。主にツッコミを担当。2009年に難病を発症し、2010年3月脱退。その後も闘病していたが、2014年11月18日、死去。66歳没。
日高 てん（ひだか てん、1946年5月18日 - ）
島根県出身。本名・塚田末人。主にボケを担当。大宮デン助劇団出身。体調不良により、2020年3月脱退。現在は漫談家としてボーイズ・バラエティ協会に所属している。

## 芸風
社会問題や時事問題を扱う風刺コントを得意とし、日高てんは作業員風（鉢巻にニッカポッカ姿）の役で屁理屈をよく言うことが多く、日高のぼるは学生の役が多かった。
日高てんの主なボケに「人を見た目で判断するんじゃないよ、大切なのは外見だ」、「（言葉に詰まって）何だコノヤロー」等がある。
うだつの上がらない男役の日高てんに対し、常識人役の菊地がツッコミを入れるパターンのコントが多い。最近演じているネタに日高が魚屋の主人に扮した「もったいない」、たきびの替え歌を歌いながら演じる「あみだくじ」などがある。
寄席に上がる機会はなかったが、落語芸術協会（芸協）に協会員として加入し、芸協の落語定席（新宿末廣亭など）にも色物として上がっていた。高橋テツはチャーリーカンパニーのコンビ名を残すために加入した。日高てんが脱退後、チャーリーカンパニーは芸協を退会している。

## 出演
- お笑いスター誕生!!
- HONKEYとーく（1984年〜1985年） - コントコーナーのレギュラー。共演は井手らっきょ、そのまんま東など。
- 笑点
- 笑いがいちばん
- 真打ち競演
- ラジオ寄席
- 巣鴨バラエティ座（2007年7月15日登場）
- お笑い演芸館　など

## 作品
- お笑いタイフーンDVD「チャーリーカンパニーの人生再生劇場」（2006年4月26日）

### 映画出演
日高てん
- レイプ25時 暴姦（1977年、長谷部安春監督） ‐ 若者 役（塚田末人 名義）